# Liévin
Liévin es una ciudad y comuna francesa situada en el departamento de Paso de Calais, en la región de Norte-Paso de Calais.
Con 32.174 habitantes, es la quinta ciudad del departamento. El gentilicio de sus pobladores es Liévinoises. 
Inicialmente, fue un pequeño pueblo agrícola. La ciudad de Liévin se ha expandido de manera significativa con el desarrollo de la industria minera en el norte de Francia.

## Educación e instalaciones extra-curriculares
- 1 cuna
- 2 "drop-in"
- 1 Centro de Primera Infancia
- 12 jardines de infantes
- 12 primarias
- 3 colegios
- 2 escuelas secundarias
- 1 Universidad de Ciencia y Tecnología de actividades físicas y deportivas (STAPS)
- Una institución regional de una educación adecuada (EREA)
- Un centro de información y orientación (COI)
- Una Oficina de Información Juvenil
- 2 residencias de estudiantes
- Una orientación concurso regional y Pensiones

## Cultura
- Casa de la Memoria Lieven
- 2 bibliotecas
- 2 salas de cine (Rainbow y Pathé)
- 1 teatro
- Un centro cultural y social
- 3 colecciones

## Sanitaria y Social
- 1 clínica (402 camas)
- Un fondo de seguro de salud primaria (CPAM)
- Un centro comunitario para la acción social
- 1 Sociedad Protectora de Animales

## Servicios Administrativos
- Un ayuntamiento anexo
- 2 Oficinas de correos
- Una agencia FED (centro)
- Una agencia FEDER (solución de problemas)
- Un centro de llamadas Veolia
- Un centro de las finanzas públicas
- Un comisariado de policía
- 1 gendarmería
- Un tribunal de distrito
- 2 de clústeres las agencias de empleo
- Una casa de Trabajo
- Un centro de formación APMA
- 1 Local de trabajo
- Una unidad territorial de la salud y el bienestar (UTASS)
- 1 unidad de la Dirección Departamental de Equipamiento (DDE)
- 1 centro de seguridad principal

## Deportes
- Un polo de excelencia en el deporte 1300 plazas (en el show de configuración) y 5300 asientos (para el atletismo) 31 200 m² (única en el norte de Europa)
- Un centro regional para la orientación y la formación (CRAF)
- 1 piscina (Náutica 400.000 clientes en 2008)
- 10 salas de deporte
- 20 campos de fútbol

En el verano de 2011, una pista velódromo de 200 metros y con asientos de 2.000 y un dojo con ocho colchonetas para todo tipo de asientos deportivos de combate y 1500 y también se proporcionan en el sitio de un centro de medicina deportiva y una zona desarrollo de la economía del deporte. Incluso se menciona la creación de un gran campo de golf.

## Comercial y Equipamiento Industrial
- 2 centros comerciales
- 2 Zonas Industriales
- 4 zonas de actividades concertadas
- Un centro de negocios "ARTEA (6800 m²)
- 3 incubadoras

La ciudad está parcialmente conectada con ADSL (Internet de banda ancha).

### Administración
Lieven es una ciudad floral (dos flores).

## Vías de comunicación
Dispone de varias autopistas: 
- A21   7 etapa de Liévin con cobertura nacional.
- A21   A211   Liévin-centro, Arras, Avion.
- A211   15 Lens, Liévin, Éleu-dit-Leauwette.
- A26    A21   6.1 Liévin.

Y por el RD 58 de alto tránsito (20.000 vehículos por día). Esta última, también conocida por su importancia por ser uno de los itinerarios de Louvre-Lens (apertura 2010); varias estructuras adornan la ruta, cubos, pirámides, esfera metálicas, etc.
Con la proximidad de ciudades como: Bully-les-Mines, Lens, Avion, Grenay, Aix-Noulette, Loos-en-Gohelle Angres, Éleu-Leauwette y Givenchy-en-Gohelle.
Los dos pueblos vecinos de Lens y Liévin incluyen 70.000 habitantes.

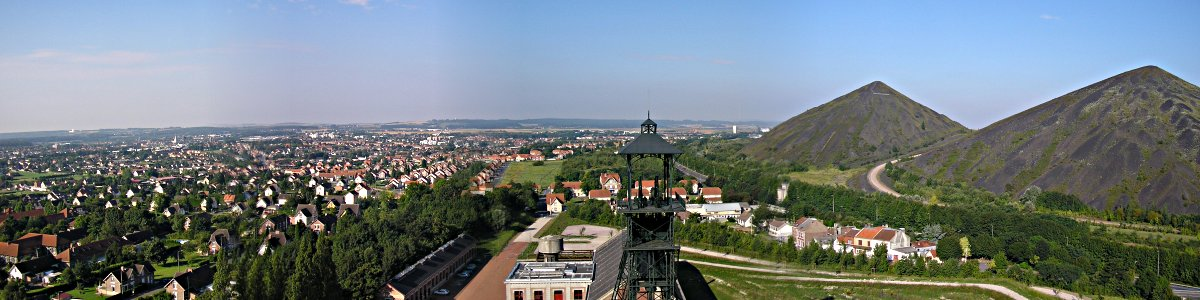
Vista panorámica.

## Demografía
| 953 | 1 038 | 1 017 | 1 223 | 1 392 | 1 336 | 1 432 | 1 430 | 1 449 | 1 941 | 2 075 | 3 587 | 5 463 | 8 309 | 10 718 | 12 417 | 14 014 | 17 600 | 22 070 | 25 698 | 10 165 | 24 054 | 26 698 | 25 127 | 28 875 | 31 808 | 35 127 | 35 853 | 33 070 | 33 096 | 33 623 | 33 427 | 32 174 |
| Para los censos de 1962 a 1999 la población legal corresponde a la población sin duplicidades (Fuente: INSEE [Consultar]) |       |       |       |       |       |       |       |       |       |       |       |       |       |        |        |        |        |        |        |        |        |        |        |        |        |        |        |        |        |        |        |        |

## Economía
Más de un millar de empresas, tiendas y naves de carácter liberal eligió Lievin. La ciudad cuenta con varios centros comerciales y parques empresariales. Gracias a una excelente infraestructura de carreteras, empresas y corporaciones internacionales a localizar aquí y ayudar a revitalizar la economía local.
Lieven es una ciudad que tiene una gran ventaja debido a su centro comercial y varias áreas de negocios, de Saint-Ame, ZAL 1 / 1 bis, Abregain, Año 2000, y Alouette Quadraparc (expansión de la zona está programado).
La llegada del Louvre-Lens debe impulsar la economía local. Programado para su lanzamiento en la primavera de 2009, el futuro centro de negocios de 6500 metros cuadrados de oficinas, la BIA del Año 2000 en Lievin, se basa en su ubicación estratégica y las energías renovables. Cerca del sitio para el Louvre-Lens, en una zona comercial donde pasan 20.000 vehículos por día, el centro estará equipado con 400 m² de paneles fotovoltaicos.